# Dr. Knarf
Dr. Knarf (bürgerlich Niko Brenner, * 1984 in Hamburg) ist ein deutscher Rapmusiker und Musikproduzent.

## Biografie
2000 begann Brenner mit ersten eigenen Produktionen; 2003 und 2004 organisierte er Rap-Workshops in Jugendhäusern und nahm an Freestyle-Battles teil. Die Erfahrungen einer sechsmonatigen Untersuchungshaft in Ossendorf verarbeitete er später in den Texten seines Albums Fickt euch alle 2004. 2007 machte Brenner das Abitur und veröffentlichte als erste offizielle Produktion Ta$h Mixtape. Ein Studium der Betriebswirtschaft brach er 2008 ab, um an der Musikhochschule Köln Komposition und an der Universität zu Köln Psychologie zu studieren.
2009 gründete er sein eigenes Musiklabel, E.L.E. Media. 2010 brach er seine Studien ab und widmete sich dem Ausbau seines Tonstudios, das 2011 fertiggestellt wurde. Einem breiteren Publikum wurde Dr. Knarf im gleichen Jahr durch die Serie Cover My Song des Fernsehsenders Vox bekannt. Ende 2011 erschien sein Album Kniwolution exklusiv in der Winterausgabe der Hip-Hop-Zeitschrift Backspin.
2015 veröffentlichte Dr. Knarf das Album Tash 3. Produziert wurde es fast ausschließlich von „Ritmo Beats“ aus Kolumbien, einem Mitglied der Crack Family Gz.
Im Februar 2017 wurden Dr. Knarf und ein Freund bei einer schweren Explosion in seinem Kölner Tonstudio beim Herstellen von Drogen – einem hochkonzentrierten Cannabisextrakt – lebensgefährlich verletzt und erlitten schwerste Verbrennungen. Daraufhin wurde er 2024 zu einer Haftstrafe von anderthalb Jahren auf Bewährung rechtskräftig verurteilt.
Im Dezember 2019 meldete sich Dr. Knarf schließlich über ein Video auf seiner Facebook-Seite zurück. Darin erzählte er, dass er nach dem Unfall drei Monate im Koma gelegen und während dieser Zeit vier Schlaganfälle erlitten habe. Im Video ist außerdem zu sehen, dass ihm die Schädeldecke entfernt wurde und er im Rollstuhl sitzt. Neben seiner Lähmung sind auch Brandnarben im Gesicht zu erkennen. Im selben Video kündigte er ein Album (Prometheus) für 2020 an.
Im Jahr 2021 gab er Backspin ein Interview, das von der Arte-Sendung Tracks ausgestrahlt wurde. Darin waren deutliche gesundheitliche Fortschritte erkennbar. Sein vor dem Unfall weitgehend fertig gestelltes Album Prometheus soll demnach später erscheinen.
Im Juli 2022 hatte er einen Auftritt im SWR Nachtcafé.
Er hat einen Sohn.

## Diskografie
- 2001: Fuck U Buy Us
- 2004: Fickt euch alle 2004
- 2007: Ta$h Mixtape
- 2008: Ta$h 2 Mixtape: Introducing Kniwo2000
- 2009: Wie ich flieg
- 2010: Flieg oder Fall
- 2011: Kniwolution
- 2012: 210N (mit HKC)
- 2013: Ich will mehr - Single
- 2015: Ta$h 3 Mixtape[1]
- 2015: Das Wort